# 蝇子草
蝇子草（学名：Silene gallica）为石竹科蝇子草属的多年生草本植物。多生在沟边沙地、荒地和溪边，目前尚未由人工引种栽培。

## 别名
白花蝇子草（拉汉种子植物名称） 西欧蝇子草（中国高等植物图鉴补编）、二裂蠅子草、古棉草、捕蟲古棉草、野蚊子草。

## 分布
蠅子草分布于欧洲以及中国大陆、台灣……等地，在台灣分布於海濱地區至海拔1300公尺處，常生長在岩石及開拓路旁。

## 外型特徵
花瓣簷是蠅子草屬植物的特徵之一。蠅子草的花瓣簷較不明顯，花瓣有兩個深裂片，每個裂片又再撕裂成不等長的小裂條。
此外，蠅子草葉片較狹長、薄，花及花藥為粉紅色至深粉紅色